# Paso Blanco, Aguascalientes
Paso Blanco är en ort i Mexiko.   Den ligger i kommunen Jesús María och delstaten Aguascalientes, i den centrala delen av landet, 400 km nordväst om huvudstaden Mexico City. Paso Blanco ligger 1 864 meter över havet och antalet invånare är 1 709.
Terrängen runt Paso Blanco är platt åt sydost, men åt nordväst är den kuperad. Runt Paso Blanco är det tätbefolkat, med 459 invånare per kvadratkilometer. Närmaste större samhälle är Aguascalientes, 10,7 km söder om Paso Blanco. Trakten runt Paso Blanco består till största delen av jordbruksmark.